# Tombes d'Oberkassel
Les tombes d'Oberkassel són un jaciment arqueològic que conté un doble enterrament, descobert en una pedrera propera a la ciutat de Bonn-Oberkassel, a Alemanya.

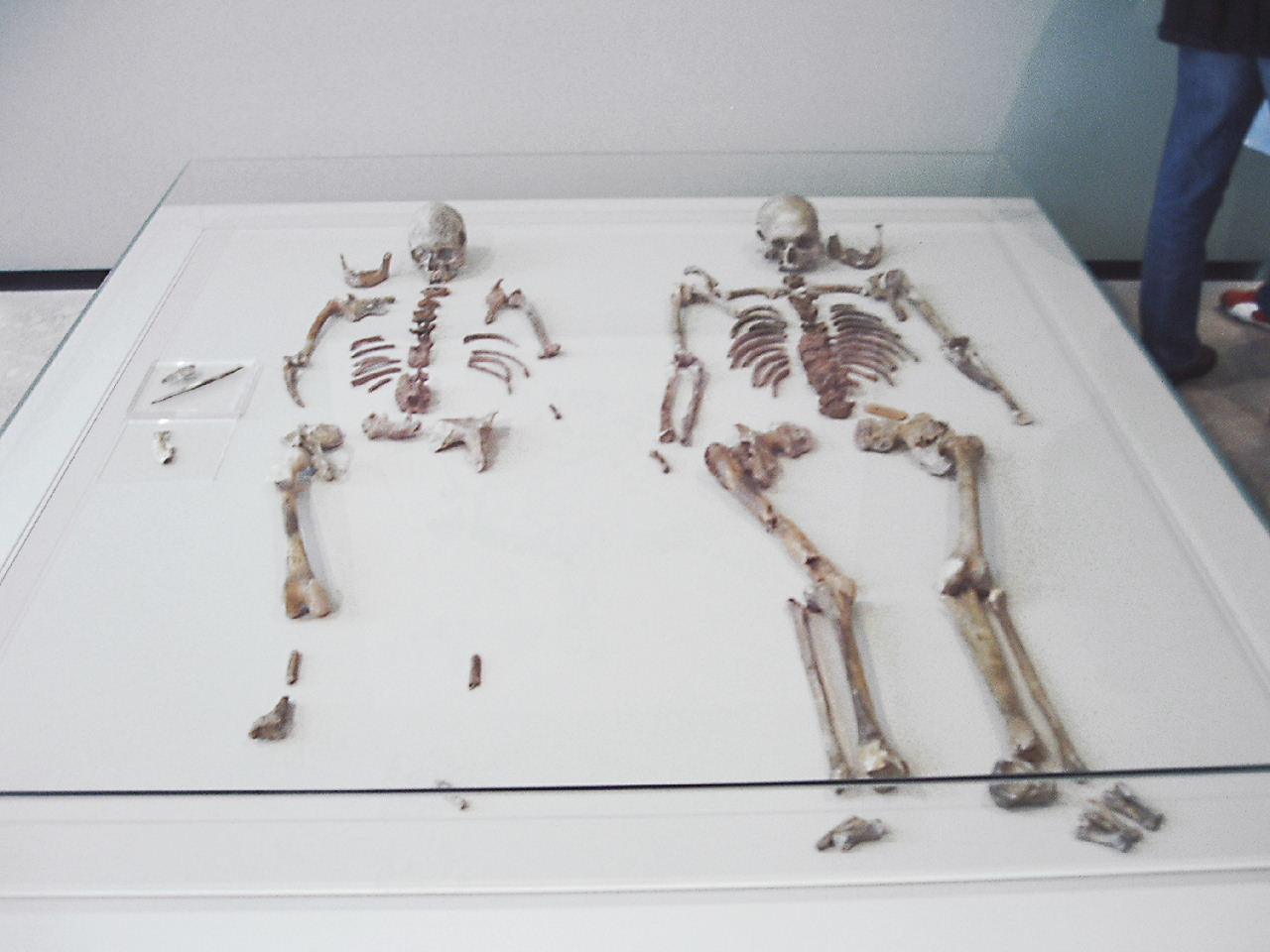
Enterrament d'Oberkassel: els esquelets, a l'esquerra el de la dona, a la dreta el de l'home. Al marge esquerre dos objectes i als peus, una part de la mandíbula del gos

## Història
Al febrer de 1914 dos treballadors d'una pedrera en descobriren el sepulcre. Sota uns blocs plans de basalt i embolicats en una capa fina d'argila rogenca, aparegueren els esquelets d'un home de prop de 50 anys i una dona de 20 a 25 anys, restes d'un gos i d'altres animals i objectes artístics llaurats amb ossos d'animals. Els esquelets, ben conservats, són els únics exponents de l'homo sapiens pertanyents al Mesolític trobats a Renània. Segons la datació que s'hi ha pogut realitzar, tenen una edat entre 12.000 i 14.000 anys. Els esquelets, els objectes del sepulcre i una part de la mandíbula del gos s'exposen al Museu de Renània a Bonn, Alemanya.

## Descobriment

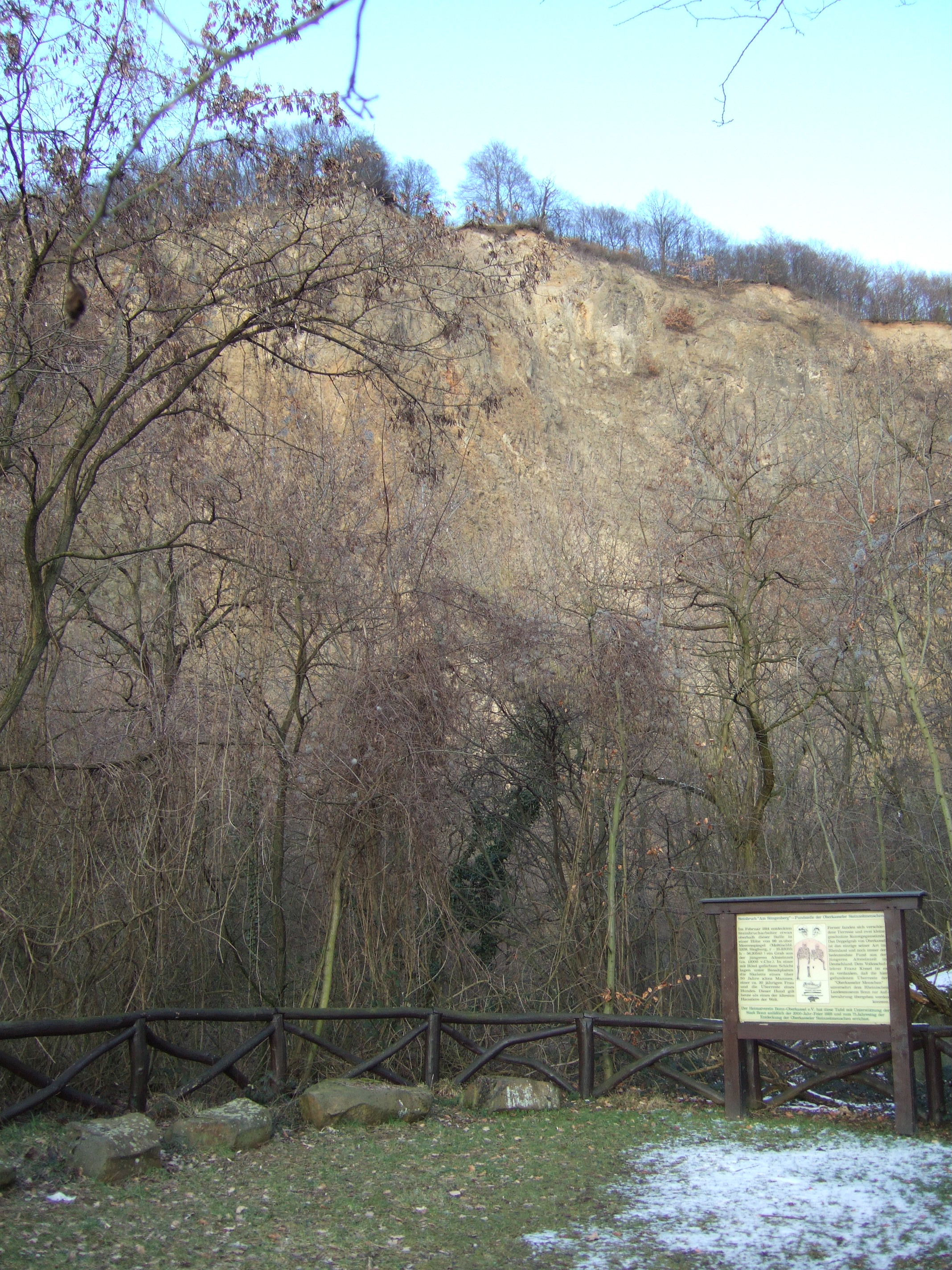
Jaciment a Stingenberg, al peu del Rabenlay

El 12 de febrer de 1914, dos treballadors de la pedrera Am Stingenberg descobriren, entre els enderrocs que treien de la pedrera, uns ossos que els semblaren estranys. Els ossos i el terra circumdant mostraven una coloració regenca. Els ossos estaven gairebé intactes i en condicions tan bones que els treballadors reconegueren parts de dos cranis com a restes humanes. El treball s'interrompé i el jove professor local Franz Kissel assegurà el jaciment. Després hi aparegué sota d'un crani un objecte estret d'uns 20 cm, que exhibia un ornament tallat a l'extrem i semblava treballat en un os.
L'amo de la pedrera anuncià la troballa a la Universitat de Bonn. El 21 de febrer, el fisiòleg Max Verworn, el geògraf Franz Heiderich i l'anatomista Robert Bonnet anaren a Oberkassel. Hi reconegueren la típica «eina d'os», utilitzada per éssers humans cap al final de l'edat del gel (Diluvium) per al raspat de pells.

## El lloc

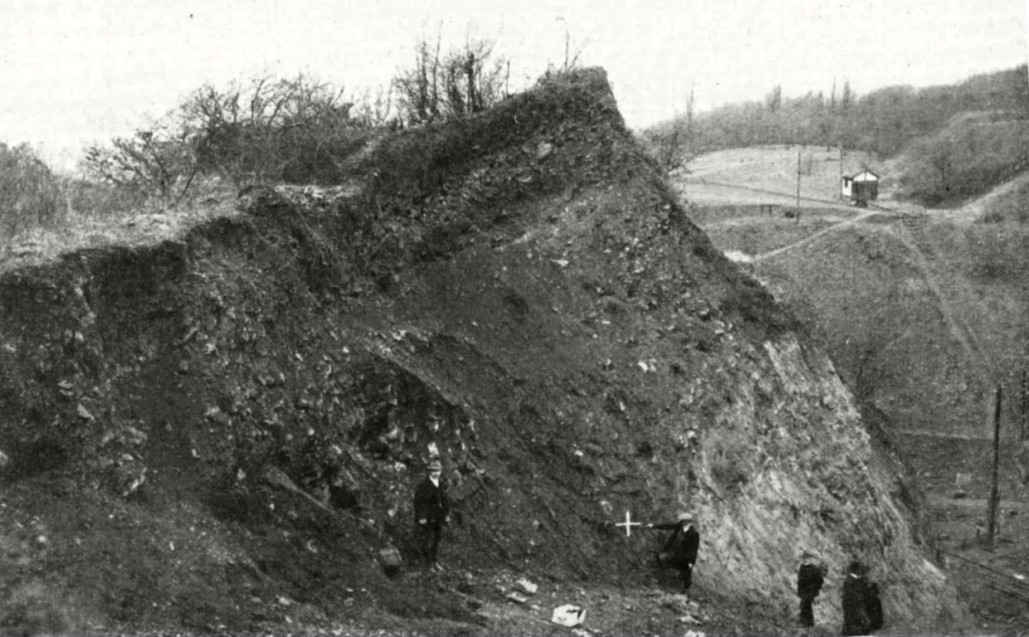
El jaciment, marcat amb una creu blanca. Fotografia de 1914

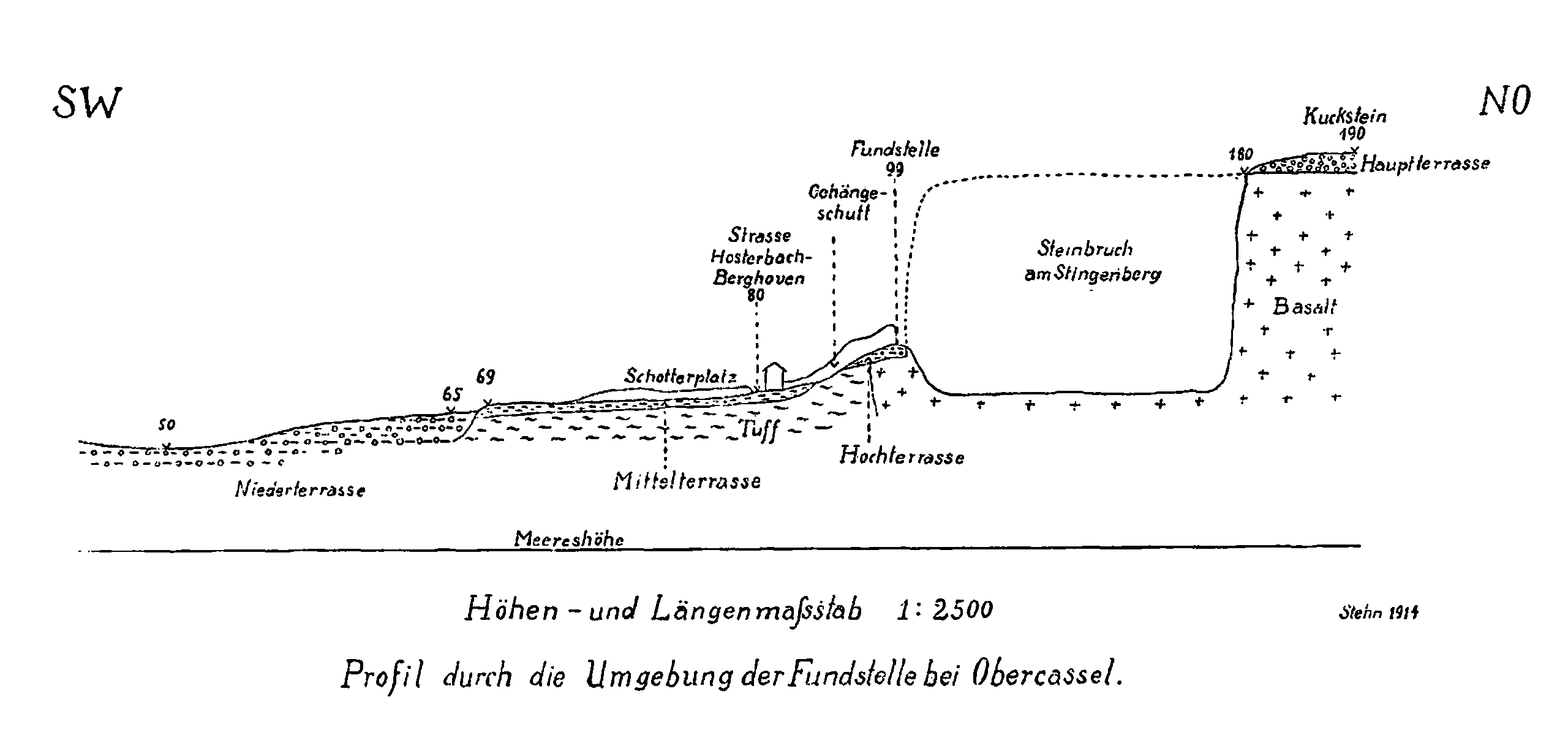
Dibuix de 1914 que mostra un tall en la secció del jaciment i rodalia, amb cotes d'altura i classificació mineral del terreny

L'enterrament estava situat a Am Stingenberg, prop d'Oberkassel. Hi havia una pedrera de la qual s'extreia, des de feia dècades, basalt. El jaciment, d'uns 25 milions d'anys, s'estenia al llarg d'una falla ascendent, paral·lela al llit del Rin i pertanyent al vulcanisme terciari de les Set Muntanyes (Siebengebirge). Aquest "túnel" de basalt, el Rabenlay, marca la direcció del Rin.
No es feu el traçat cartogràfic del jaciment, però el geòleg Gustav Steinmann feu una descripció del lloc. La capa superior, d'uns 50 cm, era d'enderroc de la pedrera amb una coberta d'humus. A sota, uns 6 m de materials residuals amb blocs de basalt més o menys erosionat, barrejat amb argila. No hi havia capes de material porós a sota o damunt del jaciment, però sí gres de quars, després o arrossegat per les aigües des de la terrassa principal, a l'alçada del Kuckstein.
A la base dels enderrocs, es trobaven els esquelets i les ofrenes, així com un ullal animal, i un altre que Steinmann denominà "dent de bòvid". Totes dues estaven embolcallades en una capa vermella d'argila d'uns 10 cm de grossor. A sota, 4 m d'arena del Rin, de tonalitat gris groguenca. Més avall hi havia una capa d'un metre de grossor formada per basalt. En la capa d'argila es trobaren també ossos d'animals que Steinmann descrigué: "[…] una mandíbula inferior dreta de llop, una dent d'os carvernícola i un os de cérvol, així com trossos de fusta carbonitzada, adherida a alguns ossos."

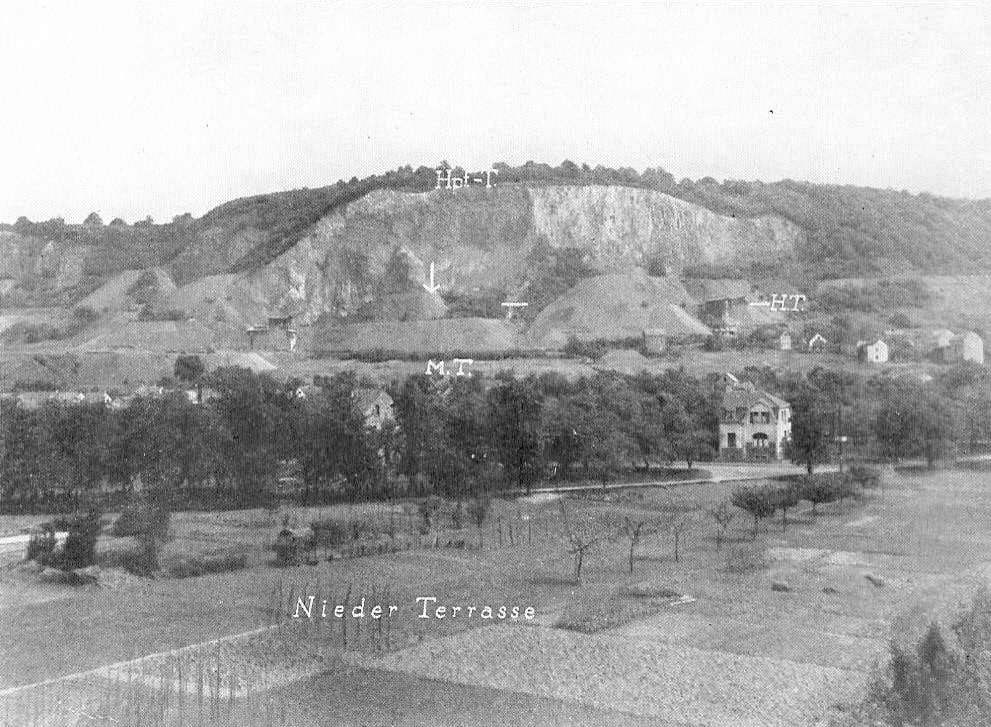
Fotografia històrica del lloc (Rabenlay). El jaciment apareix marcat amb una fletxa blanca.

## L'informe sobre el jaciment
El 1919, Verworn redactà un exhaustiu informe sobre la troballa d'Oberkassel, que la Universitat de Bonn publicà pel seu centenari, en edició de luxe. Sobre les circumstàncies de la troballa Verworn diu: 
| « | "Amb impaciència seguírem el Sr. Uhrmacher en direcció a la cabana d'eines que hi havia a la pedrera de basalt, on ens mostraren les troballes en un caixó vell d'explosius. Veiérem de seguida dos cranis, dels quals només un estava un poc danyat per l'ús d'una pala durant l'excavació. La primera cosa que ens cridà l'atenció fou l'extraordinari creixement de les àrees on s'assentava el múscul [... ] també ens adonàrem que no sols els cranis, sinó la major part dels ossos que jeien en desordre dins el caixó apareixien revestits d'una capa una mica grossa de material de color roig, cosa que ens era familiar d'altres llocs de descobriments paleolítics, com a la vall del riu Vézère, i que el colorant havia impregnat també la capa de terra que envoltava en part les restes, i això confirmava que eren de la mateixa edat. No gosàvem encara creure que eren esquelets paleolítics fins que no inspeccionàrem el lloc de la troballa. El Sr. Uhrmacher fill, sota la pluja, ens dugué al lloc on havien descobert els esquelets" | » |

Les excavacions realitzades en els dies següents pels científics de Bonn pretenien confirmar si la troballa encara s'estenia en horitzontal o en profunditat, i si a la rodalia n'hi hauria altres. Aviat es comprovà que el lloc del descobriment havia estat obert quasi totalment. El jaciment s'estenia encara mig metre a l'interior de l'ensulsiada. Hi aparegueren a més alguns ossos de la planta i dels dits del peu, però després s'acabà la capa vermellosa de terra i no es van trobar més restes. A la rodalia només es trobaren fragments d'os que s'havien extraviat en extraure els esquelets.

## Enterrament o campament?
El 23 de juny de 1914, Verworn, Bonnet i Steinmann informaren a la Societat Antropològica de Bonn dels descobriments. En les seues conclusions opinaven que era un lloc d'enterraments i no un campament. Aquells caçadors del període plistocènic degueren haver fet el seu campament sota la protecció de la paret basàltica i enterraven els morts en un lloc no gaire allunyat, en una gran quantitat de terra acolorida i cobrint-los acuradament amb grans pedres, segons els ritus acostumats.
El que no es pot reconstruir, per les circumstàncies en què es descobriren, és la posició de tots dos esquelets en la tomba. És qüestionable si es trobaven, com hui jauen al museu, en paral·lel un de l'altra. Tampoc se'n saben les circumstàncies de les seues morts ni la raó per a l'enterrament comú.

### Els cranis
En la revista Die Naturwissenschaften publicava Robert Bonnet el 1914 una primera descripció de tots dos esquelets, que era precisada cinc anys més tard en una publicació de la Universitat de Bonn. Hui, l'anàlisi de Bonnet dels esquelets es considera extremament precisa i completa.

### La dona

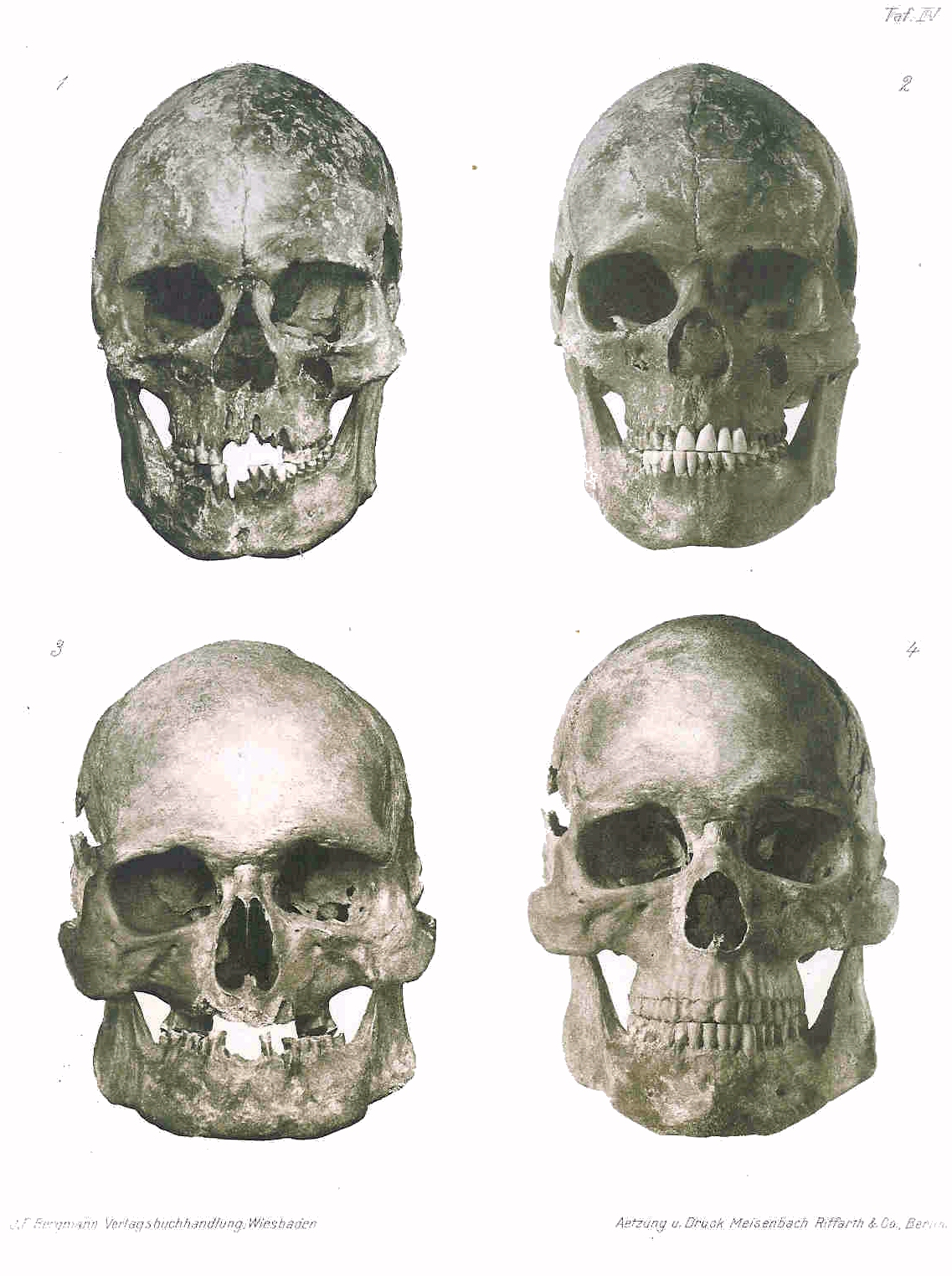
Vista frontal del crani femení (dalt) i masculí (baix) -a la dreta, amb mandíbula restaurada

El crani de la dona estava després en les sutures simples i descompost en els ossos respectius, però podia ser compost de nou, prescindint d'algunes parts d'ambdues temples, del pont del nas i alguns defectes a la base de crani. El crani, de forma oblonga i allargada, té la major longitud amb 184 mm, la mesura de més amplitud és de 129 mm, així com la major altura de 135 mm. La seva extensió horitzontal és de 512 mm. En la vista lateral, el contorn del crani passa sobre el ben marcat front fins al buit posterior principal, en arc arredonit. El rostre mostra una mandíbula fortament desenvolupada en la vista frontal. El front, moderadament ample, està dividida per una sutura central. Les fosses oculars quadrangulars són relativament grans. Les fosses nasals són de grandària moderada, i el paladar profundament còncau. Un maxil·lar inferior molt fort sobre una barbeta pronunciada completen l'accentuada línia del seu perfil.
La dentadura estava completa durant la vida de la dona, tret del tercer molar superior dret. Els tres darrers molars estan menys desgastats que la resta de la dentadura, la qual cosa significa que havien aparegut recentment.

### L'home

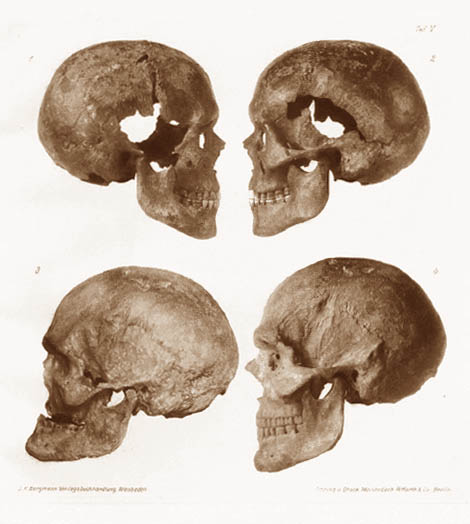
Vista lateral dels cranis. 1: (dalt esq.): dona (mandíbula restaurada) /2 (dalt dret.): dona (mandíbula restaurada) /3 (baix esq.): home /4: home (reconstruït)

Al contrari que en el crani de la dona, Bonnet assenyala una gran desproporció, per l'amplitud i l'escassa altura respecte al front moderadament ampli i lleument inclinat, així com el crani ben arredonit. Bonnet calculava l'edat de l'home entre 40 i 50 anys.
La major longitud del crani arriba a 193 mil·límetres, la major amplitud a 144, la major altura a 138; la circumferència horitzontal a 538. La capacitat cranial s'establí en uns 1.500 cm³. Les fosses oculars, baixes i rectangulars, estan molt inclinades cap a fora i baix, i hi sobreïx homogeni un os arcat d'aproximadament 8 mil·límetres de grossor. La fossa nasal és estreta, respecte a la corresponent amplitud facial, i el paladar insòlitament petit, prescindint de la parcial regressió de la plataforma dental, en relació amb la resta de l'estructura mandibular.
En vida, l'home tenia disponibles al maxil·lar superior solament els dos darrers molars de tots dos costats, dirigits fortament cap a fora, així com l'ullal esquerre. Al maxil·lar inferior els incisius li havien caigut i també havia perdut a la mandíbula un incisiu i un ullal. Totes les corones de les dents estan desgastades fins a mostrar només magres restes de l'esmalt dental, com es pot observar també en altres dentadures més joves del període quaternari. La dentina és de color negre.

### La seua classificació entre els altres fòssils paleolítics d'Alemanya
Robert Bonnet intentà una primera classificació de les troballes quant a la pertinença dels éssers d'Oberkassel a les poblacions fins llavors conegudes. Alguns de les troballes constatades li assenyalaven un lloc junt a l'humà de Neandertal. Altres, com la cara ampla i curta, les fosses oculars rectangulars i baixes, el nas estret i el maxil·lar inferior en forma de V, amb el seu pronunciat triangle de barbeta, li feien pensar en les característiques d'un cromanyó, pertanyent ja a l'Homo sapiens.
Per al científic, tots dos cranis mostraven juntament amb inequívoques semblances, algunes diferències gens insignificants. "En tots dos cranis“, sostenia Bonnet, "s'expressen les notables conseqüències d'encreuaments genètics ocorregudes durant el Diluvium".

## Els elements culturals de la tomba
Al costat de les restes humanes de la tomba d'Oberkassel, les peces treballades trobades són molt valuoses des d'un punt de vista arqueològic, perquè són una mostra important de l'estadi cultural en què havien viscut els morts. Foren, al 1914, el més important indici per a l'assignació de la troballa de la tomba al Magdalenià inferior.

### La pinta

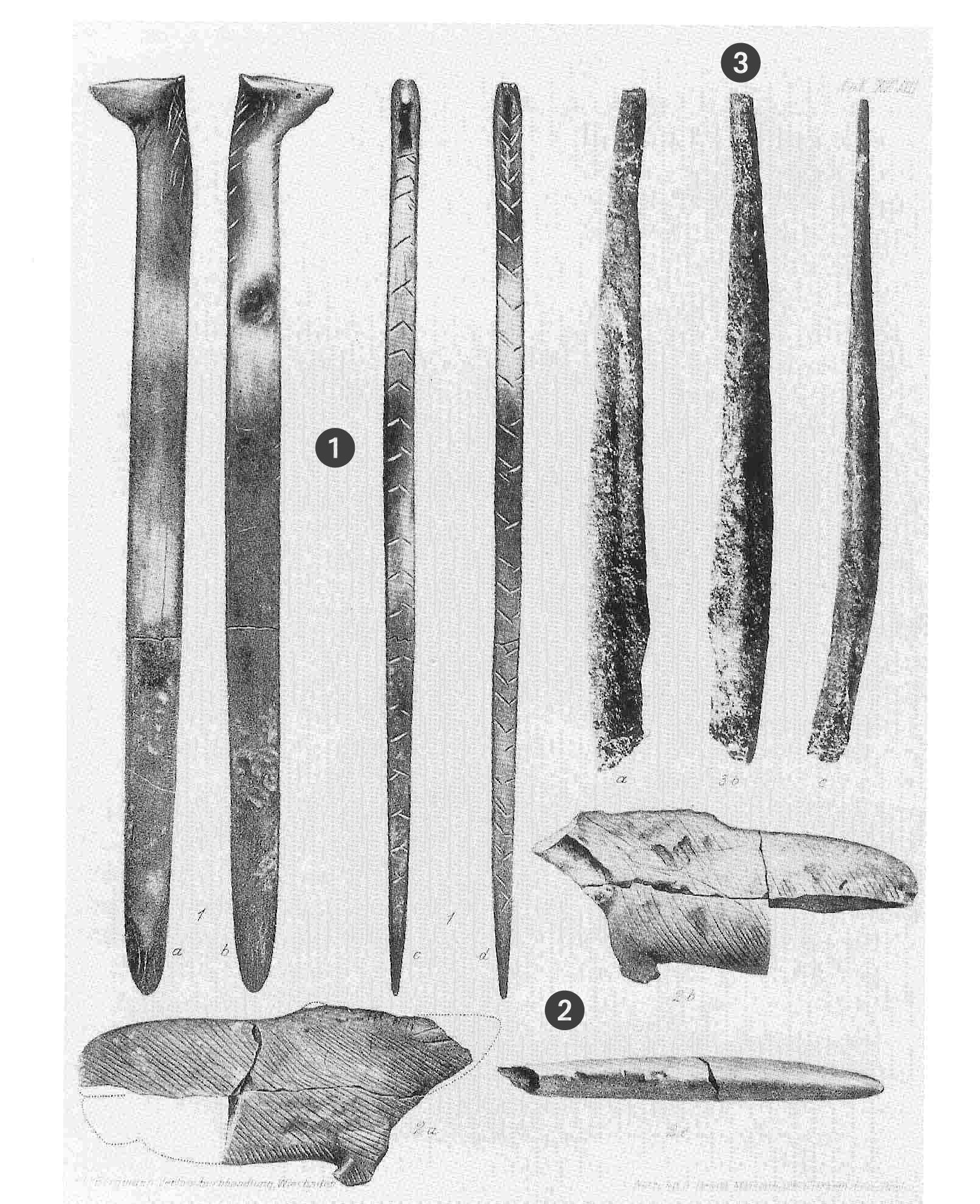
Objectes de la tomba doble d'Oberkassel. Figura 1: quatre vistes de la pinta; Figura 2: tres vistes del cap de cavall; Figura 3: os animal sense llaurar

El "fus o fletxa de cabells" està tallat en ossos durs, fa aprox. 20 cm de llarg, i en el tall transversal l'objecte és rectangular, amb un brunyit molt fi; Verworn l'anomenava "instrument polit". En l'empunyadura final hi ha treballat un petit cap d'animal, que mostra semblança amb algun tipus de rosegador o amb una marta. L'altre final no té tall. Als costats més estrets, l'instrument mostra un tall decoratiu molt característic de l'anomenada època dels rens.

### El cap de cavall

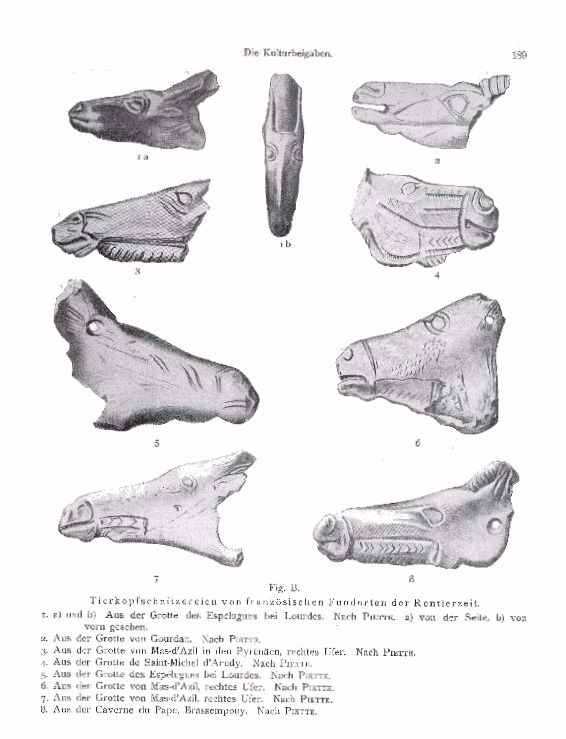
Gravats sobre os formant caps de cavall, d'origen francés, duts per Max Verworn per comparar-los amb els d'Oberkassel

Més important encara que la pinta, per a l'adscripció espaciotemporal de la tomba, era la segona ofrena, amb la qual ja el 1914 es podien traçar paral·lelismes amb altres troballes. "Aquesta talla en os", escrivia Verworn, "és un d'aquells petits i estrets caps de cavalls d'aspecte de taula, tallats per tots dos costats i semblants als trobats per Girod i Massenad a Laugerie Basse i per Piette als Pirineus, en nombre i varietat molt major i que representen el fòssil característic del Magdalenià inferior". En la peça, que feia després de recompondre-la 8,5 cm de llarg, 3,5 d'ample i 1 cm de grossor, veia Max Verworn un d'aquells caps provinents d'aquest període.

### L'alena o fus
Les recerques posteriors han revelat que Verworn havia avaluat correctament la tercera troballa, que qualificà com un "os d'animal amb forma tosca d'alena". La peça és part de l'os d'un penis d'os, probablement d'un os bru. L'os mostra, i això es troba en contradiccció amb el nivell de coneixements que Verworns tenia al 1919, "una sèrie de fines petjades de tall superposades, posteriorment tractades amb hematita". La forma del tall de la troballa, com també en el cas de la pinta i de les altres talles òssies trobades, duien Verworn a pensar en una cultura prehistòrica primerenca.

## La mascota més antiga de la humanitat
En comparança amb els esquelets i les ofrenes culturals, els científics que avaluaren el jaciment d'Oberkassel fa més de 90 anys dedicaren poca atenció a les restes d'ossos d'animals. En el primer informe de 1914, només eren esmentats de pas, tot i que Steinmann els descrivia més detalladament al 1919, al seu text L'edat geològica de les troballes.

## Datació per radiocarboni
Després del 1914, els científics desenvoluparen nous mètodes de datació juntament amb el proporcionat per les característiques geològiques dels jaciments. La possibilitat de comparar esquelets i aportacions culturals a les tombes amb els d'altres troballes, facilità ordenaments cronològics. A més, des dels anys 60 del s. XX hi ha la datació per l'isòtop carboni-14. El 1994, en un estudi realitzat a la Universitat d'Oxford, s'usà aquest sistema sobre els ossos de la tomba d'Oberkassel, i es dataren les troballes de l'any 12000 ae.
Un estudi del 1994 de l'Institut Renà per a la Conservació de Monuments, a Bonn, n'obtingué resultats semblants. Es van prendre mostres de la terra rogenca, a uns 80 m de la troballa originària.
Street publicà al 1999 en un estudi que tots dos éssers humans visqueren en la fase del magdalenià tardà, en l'època de transició cap a l'holocé.

## Les arrels de la humanitat

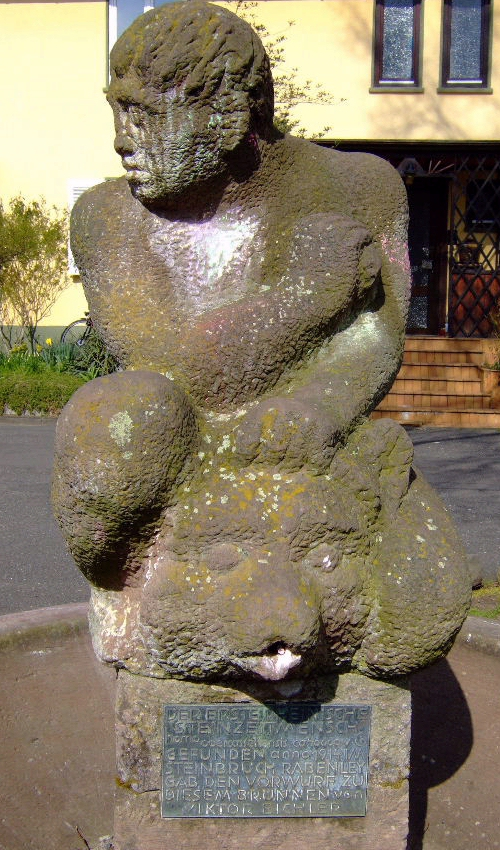
Monument en record de lHomo obercasseliensis

Les restes dels enterrats i altres troballes de les tombes d'Oberkassel es troben hui al Museu Renà de Bonn. Els esquelets, dues ofrenes culturals i la mandíbula inferior del gos són d'aquesta manera accessibles al gran públic.

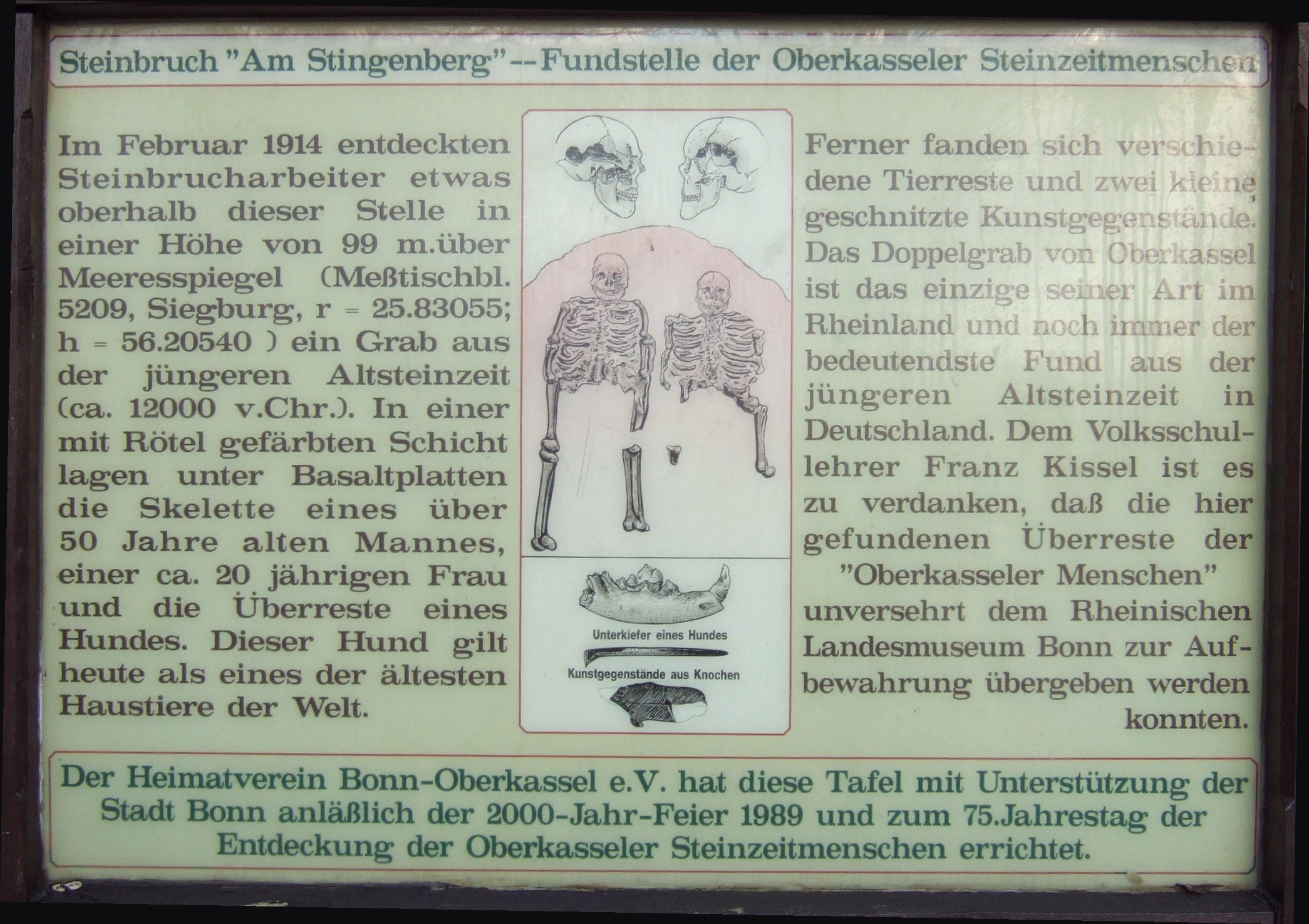
Placa informativa al jaciment

## Actualitat
Des del 1989 hi ha a Oberkassel, al Stingenberg, una mica a sota del lloc real del descobriment, un monument que recorda la troballa del 1914. Una placa, col·locada per l'associació cultural local, informa als visitants sobre els dos esquelets i sobre la resta d'objectes trobats tal com eren fa 14.000 anys, a les acaballes de l'edat del gel.